# رشدي راشد
رشدي راشد (1936- ) رياضي مصري وفيلسوف ومؤرخ يعيش في فرنسا منذ 1956 ويعمل أستاذًا بجامعة باريس ديديرو وعدد من جامعات العالم.
حقق رشدي راشد كتب علماء العرب الرياضيين وترجم المخطوطات العربية إلى الفرنسية وشرحها تاريخيًا وفلسفيًا ورياضيًا وعلق عليها . كما أعاد إحياء تراث ابن الهيثم والخوارزمي والكِندي وعمر الخيام والسموأل وقدم عنهم حقائق تاريخية لم تكن معروفة من قبل.

## مختارات من مؤلفاته
- رشدي راشد (2018). من الخوارزمي إلى ديكارت: دراسات في تاريخ الرياضيات الكلاسيكية. ترجمة: محمد البغدادي (ط. الثانية). بيروت: مركز دراسات الوحدة العربية. ISBN:9789953828091.

- رشدي راشد (2015). دراسات في فلسفة أبي نصر الفارابي (ط. الثانية). بيروت: مركز دراسات الوحدة العربية. ISBN:9789953827278.

- رشدي راشد (2014). دراسات في تاريخ علم الكلام والفلسفة (ط. الأولى). بيروت: مركز دراسات الوحدة العربية. ISBN:9789953826547.

- رشدي راشد، المحرر (2014). دراسات في تاريخ علم الكلام والفلسفة (ط. الأولى). بيروت: مركز دراسات الوحدة العربية. ISBN:9789953826547.

- رشدي راشد (2011). الرياضيات التحليلية بين القرن الثالث والقرن الخامس للهجرة (خمس أجزاء) (ط. الأولى). بيروت: مركز دراسات الوحدة العربية. ISBN:9789953823744.

- رشدي راشد (2010). رياضيات الخوارزمي: تأسيس علم الجبر. ترجمة: نقولا فارس (ط. الأولى). بيروت: مركز دراسات الوحدة العربية. ISBN:9789953823133.

- رشدي راشد، المحرر (2005). موسوعة تاريخ العلوم العربية (ثلاثة أجزاء) (ط. الثانية). بيروت: مركز دراسات الوحدة العربية. ISBN:9789953450711.

- رشدي راشد (2005). رياضيات عمر الخيام (ط. الأولى). بيروت: مركز دراسات الوحدة العربية. ISBN:9953450846.

- رشدي راشد (2004). تاريخ الرياضيات العربية بين الجبر والحساب (ط. الثانية). بيروت: مركز دراسات الوحدة العربية. ص. 401. ISBN:9789953450148.

- رشدي راشد (2003). علم المناظر وعلم انعكاس الضوء (أبو يوسف يعقوب بن إسحق الكندي) (ط. الأولى). بيروت: مركز دراسات الوحدة العربية. ISBN:9789953431864.

- رشدي راشد (2003). علم المناظر وعلم انعكاس الضوء (أبو يوسف يعقوب بن إسحق الكندي) (ط. الثانية). بيروت: مركز دراسات الوحدة العربية. ISBN:9789953431864.

- رشدي راشد (1998). الجبر والهندسة في القرن الثاني عشر: مؤلفات شرف الدين الطوسي (ط. الثانية). بيروت: مركز دراسات الوحدة العربية.